# Eurabien
Eurabien, auch Eurabia, ist eine verschwörungstheoretische Formel, die von der britischen Autorin Gisèle Littman unter ihrem Pseudonym Bat Yeʾor geprägt wurde. Er beschreibt eine als bedrohlich empfundene Zukunftsvision, wonach Europa unter muslimischer Fremdherrschaft stehen werde, und dass dies eine unausweichliche Folge der Einwanderung muslimischer Menschen in die europäischen Staaten sei. Der Begriff fasst die von Littman gefürchtete Einkreisung Israels zusammen, welche angesichts der Kriege zwischen Israel und den arabischen Staaten, in einem Zusammenschluss des Nahen Osten mit einem zukünftig mehrheitlich islamischen Europa eine nicht mehr abzuwehrende Gefahr für das Land ausmacht. Die Verschwörungstheorie, die an einer absoluten Feindschaft zwischen dem Staat Israel und seinen arabischen Nachbarn ohne jede Möglichkeit einer Verständigung festhält, wurde später von US-amerikanischen und europäischen Neokonservativen wie Islamfeinden aufgegriffen und gegen europäische Institutionen wie die EU, aber auch die Asyl- und Migrationspolitik europäischer Staaten gewendet.

## Begriffsgeschichte

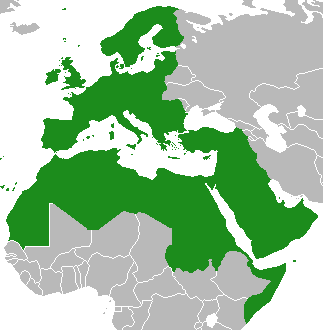
Ungefähre Ausdehnung von Gisèle Littmans fiktiven Eurabien, wie es auch das Cover des Buchs suggeriert.

Tatsächliche Verbreitung des Islams in Europa im Jahr 2011. Legende

Der Neologismus „Eurabia“, im englischen Original zusammengesetzt aus den Wörtern Europe und Arabia, war in den 1970ern der Titel eines Mitteilungsblattes über europäisch-arabische Beziehungen, das vom „Europäischen Komitee für die Koordination von freundschaftlichen Verbindungen mit der arabischen Welt“ (Comité Européen de Coordination des Associations d'Amitié avec le Monde Arabe, Paris, oder Association pour la Coopération Euro-Arabe APCEA, engl. PAEAC) herausgegeben wurde. Es wurde in Zusammenarbeit mit Middle East International, London, France-Pays Arabes, Paris und der Groupe d’Etudes sur le Moyen-Orient in Genf veröffentlicht.
Der Titel des Mitteilungsblattes war nach Angaben von Littman Vorbild für ihr Buch Eurabia: The Euro-Arab Axis. Dort zeichnet die Autorin den demografischen Wandel als Ergebnis einer ihrer Ansicht nach seit dreißig Jahren von Frankreich forcierten EU-Politik. Die Franzosen würden sich laut Ye'or dem in Frankreich bald herrschenden Islam ergeben und unterwerfen. Dies treffe auch auf Europa zu, und die Zukunft Europas sei somit Eurabien, in dem Christen Bürger zweiter Klasse seien. Kirchen und Kathedralen würden durch Moscheen ersetzt, und die Verbindungen Europas zu den USA und Israel würden untergraben. Diese Entwicklung sei dabei kein Zufall, sondern von europäischen und arabischen Politikern gewollt. Der Begriff wird oftmals von Autoren wie Oriana Fallaci, Robert Spencer, Daniel Pipes, Hans-Peter Raddatz (siehe auch die Literaturliste), Bruce Bawer und Bloggern wie Fjordman benutzt. Er wird auch häufig von Rechtsextremisten verwendet. Anders Behring Breivik, der Täter hinter den Anschlägen in Norwegen 2011, begründete seine Morde damit, „Eurabien“ aufhalten zu wollen.
In diesem Zusammenhang dient Eurabia auch als polemische Bezeichnung für das unter anderem vom damaligen Bundesaußenminister Joschka Fischer angeregte Konzept einer euro-mediterranen Freihandelszone (EUROMED), das nicht verwirklicht wurde. Im erklärten Gegensatz zu Bat Yeʾor sieht Georg Meggle das von ihr beschworene Szenario Eurabien als „eine Vision“ zur Stärkung arabischer und europäischer Identität und als Ausweg aus der gegenwärtigen Krise dieser Räume.

## Kritik
Die von Gisèle Littman umgedeutete Vokabel verfügt weder über analytische Schärfe, noch können zahlreiche Phänome, die im Zusammenhang mit dem Anstieg der muslimischen Bevölkerung in Westeuropa stehen, hinreichend erklären werden. Die Einwanderung mehrheitlich nordafrikanischer und nah-östlicher Bevölkerungsteile seit dem Ende des Zweiten Weltkrieges nach Europa ist ohne eine Berücksichtigung des Kolonialismus und der Entkolonisierung, des europäischen Arbeitskräftemangels und der gesteigerten Produktion in der Nachkriegszeit, der Rückbesinnung auf den Islam unter muslimischen Einwanderern, der Globalisierung wie der ökonomischen Krise Westeuropas in den 80er Jahren, aber auch den Integrationsanstrengungen und technologischen Wandel mit seinen zahlreichen neuen Kommunikationsmöglichkeiten nicht vermittelbar.
Die im Szenario Eurabia – im Gegensatz zu einer zwar nicht unmöglichen, wenngleich äußerst unwahrscheinlichen Steigerung der muslimischen Bevölkerung Europas – besitzt in ihrer Überwältigungsphantasie und der Beschuldigung einer vermeintlich nicht fassbaren Elite strukturelle Ähnlichkeiten mit antisemitischen Verschwörungsvorstellungen. Der niederländische Journalist Wim Zaal nannte bereits 1991 die Arbeit Littmans in Anspielung auf die Protokolle der Weisen von Zion De Protocollen van de Wijzen van Mekka (Die Protokolle der Weisen von Mekka).
Der Islamwissenschaftler Thorsten Gerald Schneiders betrachtet Eurabien als ein Mittel, um islamfeindliche Angstszenarien zu zeichnen. Laut dem Religionswissenschaftler Stefan Schreiner ist aus dem Begriff ein neuer „Schlachtruf gegen den Islam und die Muslime“ geworden.
Die These einer europäisch-arabischen Achse gilt als anti-arabische und anti-islamische Verschwörungstheorie, die den demokratischen Regierungen Europas außen- und innenpolitische Täuschungsabsichten unterstellt. Dagegen steht, dass nicht Europa, sondern die USA im Nahen Osten neben Israel das Königreich Saudi-Arabien und die Militärdiktatur Ägypten zu ihren engsten wirtschaftlichen wie militärischen Verbündeten zählen, weshalb von einer Achsenbildung Muslime-EU gegen die USA keine Rede sein kann.
Littman missachtet weiterhin, dass der Islam im Südwesten Europas ein integraler Bestandteil Europas durch die Zugehörigkeit europäischer Völker zum Islam ist, seien es die autochthonen muslimischen Bevölkerungen in Bosnien und Herzegowina, in Albanien, türkische Minderheiten in Nordmazedonien, die Tartaren auf der Halbinsel Krim oder seit dem 14. Jahrhundert als Minderheit im heutigen Polen und die Pomaken in Bulgarien. Ebenfalls gehören die Roma muslimischen Glaubens in Bulgarien wie ihre christlichen Volksangehörigen zu Europa. Diese Volksgruppen sind wie die mehrheitlich christlichen Völker Europas seit Jahrhunderten in Europa ansässig. Die meisten in Europa lebenden Muslime stammen zudem nicht aus der arabischen Welt, sondern aus der Türkei und dem Balkan. Die Fokussierung auf arabische Muslime ist nur vor dem Hintergrund des Nahostkonflikts verstehbar.
Littman ignoriert trotz ihrer Argumentation mit dem demografischen Wandel durch dem Zuzug von Muslimen, die sie pauschal arabisiert, die Demografie. Seit mehr als hundert Jahren wird der Zusammenhang von Religion und Geburtenzahl erforscht, und es lässt sich auch ein positiver Effekt der religiösen Praxis auf die Kinderzahl feststellen. Dieser Faktor ist bei Nichtmuslimen wie Christen oder Juden ebenfalls vorhanden. Die Kinderzahl einer Frau ist zudem abhängig von der Einbindung in den Arbeitsmarkt, was Bildung voraussetzt, die als Parameter ebenfalls einen Einfluss auf die Kinderzahl pro Frau ausübt. Die Annahme eines geheimen Plans ist, obwohl unter Muslimen in Europa durchschnittlich mehr kinderreiche Familie vorhanden sind als unter Nichtmuslimen, als Erklärung für erhöhte Geburtenzahlen nicht notwendig.
Ferner weist Doug Saunders in seinem Buch Mythos Überfremdung. Eine Abrechnung darauf hin, dass Muslime in den meisten europäischen Ländern laut seriösen Umfragen auch bei ihren Ansichten zu konfliktträchtigen Themen (wie Frauenrechte, Homosexualität, Abtreibung oder Israel) sich prozentual immer weniger von den vorherrschenden Ansichten der Gesamtbevölkerung des jeweiligen Landes, in dem sie leben, unterscheiden. Außerdem seien früher (z. B. in den USA oder Großbritannien) gegen irische Katholiken und Juden ganz ähnliche Vorwürfe hinsichtlich angeblicher hoher Geburtenraten, Religionsfanatismus, Unterwanderung und Integrationsunwilligkeit erhoben worden.

### Die Verschwörungstheorie von Eurabien vertretende Artikel
- Guillaume Faye, La Colonisation de l’Europe, 2000
- Eurabien – Wie die Ideologisierung von Einwanderern den Terror befördert – (Niall Ferguson in Die Welt, 23. Juli 2005)
- Die dritte Angriffswelle: Terror und Einwanderung – (Bernard Lewis in Die Welt, 17. April 2007)
- Hans-Peter Raddatz: Die türkische Gefahr? Risiken und Chancen. Herbig, München 2004, ISBN 3-7766-2392-6.
- Bat Ye'or: Eurabia: The Euro-Arab Axis. 9. Printing. Fairleigh Dickinson University Press, Madison NJ u. a. 2007, ISBN 978-0-8386-4077-7.

Bezug genommen wird dabei insbesondere auf: Oswald Spengler: Der Untergang des Abendlandes.

### Wissenschaftliche Literatur über Begriff und Thema
- Matt Carr: You are now entering Eurabia; In: Race & Class Vol. 48(1): 1–22 http://rac.sagepub.com/ SAGE Publications New Delhi, Thousand Oaks, London 2006, doi:10.1177/0306396806066636
- Europa und Nordafrika – mehr Paranoia als Partnerschaft – (Michael Dauderstädt, Friedrich-Ebert-Stiftung, 1996)

### Kritische Literatur zur These
- Jonathan Laurence, Justin Vaïsse: Integrating Islam Political and Religious Challenges in Contemporary France. Washington, DC, Brookings Institution Press, 2006, ISBN 0-8157-5151-6